# Orixa japonica
Espèce
Classification phylogénétique
Statut de conservation UICN

 LC  : Préoccupation mineure
Orixa japonica est une espèce de plantes dicotylédones de la famille des  Rutaceae, sous-famille des  Toddalioideae (en), originaire d'Extrême-Orient.
Orixa japonica est un arbuste à feuilles caduques pouvant atteindre trois mètres de haut, au port étalé, devenant plus large que haut à maturité  grâce à ses racines adventives qui permettent une croissance en largeur. Les feuilles alternes, simples, obovales, légèrement festonnées et glabres, ont une couleur verte luxuriante virant au jaune à l'automne.

## Taxinomie

### Synonymes
Selon  The Plant List (2 août 2019) :
- Euodia ramiflora A. Gray

- Ilex orixa (Lam.) Spreng.
- Orixa racemosa Z.M. Tan
- Orixa subcoriacea Z.M. Tan
- Othera orixa Lam.
- Sabia cavaleriei H. Lév.
- Sabia feddei H. Lév.

## Phyllotaxie
La phyllotaxie d'Orixa japonica est très particulière : l'angle de divergence entre feuilles successives forme une suite périodique, il vaut successivement 180°, 90°, 180°, 270° puis de nouveau 180°, 90°, etc.,.